# 單冠灣
單冠灣（日语：／ Hitokappu wan */?），俄称卡萨特卡湾（羅馬化：Zaliv Kasatka），位于择捉岛中部，面向太平洋，朝東南方向展開著，海灣的闊度約十公里，系在冬季海面也不會結冰而知名的天然深水港；加上地理位置優越，具有軍事戰略價值。南北被单冠山和烧山环绕。

## 歷史
由於擁有此天然優勢，大型艦隊可以隱伏於此。第二次世界大戰中，日本海军司令部指定聯合艦隊將領南雲忠一率領第一航空艦隊在此海灣秘密集結出發袭击珍珠港，引發美國參戰。